# محمد کوهستانی
محمد کوهستانی (زادهٔ ۱۲۶۷ خورشیدی، روستای کوهستان (بهشهر) - درگذشتهٔ ۸ اردیبهشت ۱۳۵۱) فرزند محمدمهدی؛ عارف، فقیه و روحانی شیعه معاصر بود.
کوهستانی پدر خود را که از علمای منطقه بود در کودکی از دست داده بود. وی علوم حوزوی را در بهشهر و بابل (در مدرسه «کاظم بیک» و «سقا») و به مدت ۱۳ سال در مشهد (در مدرسه «میرزا جعفر») فراگرفت. سپس حدود ۱۳۴۰ قمری برای تحصیلات عالی رهسپار نجف شد و به مدت ۹ سال در نجف گذراند و سال ۱۳۴۸ق برای تبلیغ و تعلیم دینی به وطن برگشت. در نجف محمدتقی آملی هم‌مباحثه وی بود و در آنجا از محمدحسین نائینی و ضیاءالدین عراقی اجازه اجتهاد گرفت. مراجعه وی به ایران با اجرای نقشه‌های ضدّ دینی رضاخان همزمان بود و کوهستانی در مقابل به تبلیغ و آگاهی مردم مشغول بود و در سال ۱۳۱۶ قمری حوزه علمیّه کوهستان را احداث و خود آنرا مدیریت نمود که با حدود ۲۰۰ طلبه در مازندران فعال بود.

## استادان
استادان در بابل:
- ملا محمد اشرفی
- محمدحسین مازندرانی معروف به «شیخ کبیر»

استادان در مشهد:
- نجفعلی فاضل استرآبادی
- آقاحسین قمی
- میرزا محمد کفایی (فرزند آخوند خراسانی)

استادان در نجف:
- سید ابوالحسن اصفهانی
- محمدحسین نائینی
- ضیاءالدین عراقی[۵]

## شاگردان
- سید عبدالکریم هاشمی نژاد (درگذشته ۱۳۶۰ ش)
- سید صابر جباری
- محمدباقر محمدی لائینی
- نورالله طبرسی
- سید نصرالله برهانی رستمی
- سید فضل‌الله حسینی برمایی
- سید رسول حسینی کوهستانی
- محمد فاضل استرآبادی
- عباسعلی سلیمانی
- عباسعلی بهاری اردشیری
- سید حسن شجاعی کیاسری
- محمدحسن جمشیدی اردشیری
- سید حسن حسینی کوهستانی
- ولی‌الله عموزادی
- علی کاشانی (درگذشته ۱۳۷۴ ق)، مجتهد و شخصیت معنوی
- سید تقی حسینی نصیری (درگذشته ۱۳۷۳ ق)، عالم مجتهد
- ابوالقاسم رحمانی خلیلی مازندرانی (درگذشته ۱۳۷۵ ش)، عالم مجتهد
- حسین محمّدی لائینی هزار جریبی الاصل (درگذشته ۱۳۷۳ ش)، عالم مجتهد - نماینده مردم مازندران در مجلس خبرگان رهبری بود.
- سید حسن ابطحی[۶]

## بازگشت به ایران
وی در سال ۱۳۴۸ قمری به ایران بازگشت. وی در جریان مبارزات مردم ایران علیه حکومت پهلوی حضور داشت.

## درگذشت
وی در ۲۰ اردیبهشت ۱۳۵۱، درگذشت. پس از تشییع جنازه در روستای کوهستان و شهر بهشهر و شهرهای بین راه بهشهر ـ مشهد و نیز تشییع در مشهد، پیکرش در جوار حرم علی بن موسی الرضا در رواق دارالسیاده به خاک سپرده شد.

## کنگره ملی
کنگره ملی بزرگداشت شیخ محمد کوهستانی، در تاریخ ۱۲ مهر ۱۴۰۲ با سخنرانی صادق آملی لاریجانی رئیس مجمع تشخیص مصلحت نظام و با پیام ابراهیم رییسی رئیس‌جمهور و حضور مسئولان عالی‌رتبه کشوری و استانی در بهشهر برگزار شد.
پیش کنگره این مراسم در مشهد و با سخنرانی سید احمد علم‌الهدی نیز در سال ۱۴۰۱ برگزار شده بود.